# Redudasys
Redudasys is een geslacht van buikharigen uit de familie van de Redudasyidae. De wetenschappelijke naam van het geslacht soort werd voor het eerst geldig gepubliceerd in 1987 door Kisielewski.

## Soorten
- Redudasys fornerise Kisielewski, 1987
- Redudasys neotemperatus Kånneby & Kirk, 2017

### Synoniemen
- Redudasys fornerisae Kisielewski, 1987 => Redudasys fornerise Kisielewski, 1987